# KV12
Situé dans la vallée des Rois, dans la nécropole thébaine sur la rive ouest du Nil face à Louxor, KV 12 est un tombeau inhabituel, utilisé à l'origine pendant la XVIIIe dynastie puis pendant la XIXe dynastie et ensuite pendant la XXe dynastie.
Il a probablement été utilisé comme sépulture commune pour des membres de la famille royale, comme KV5.
Les constructeurs de KV9 ont débouché dans KV12 en creusant leur tombe.